# Vena mediana cubiti

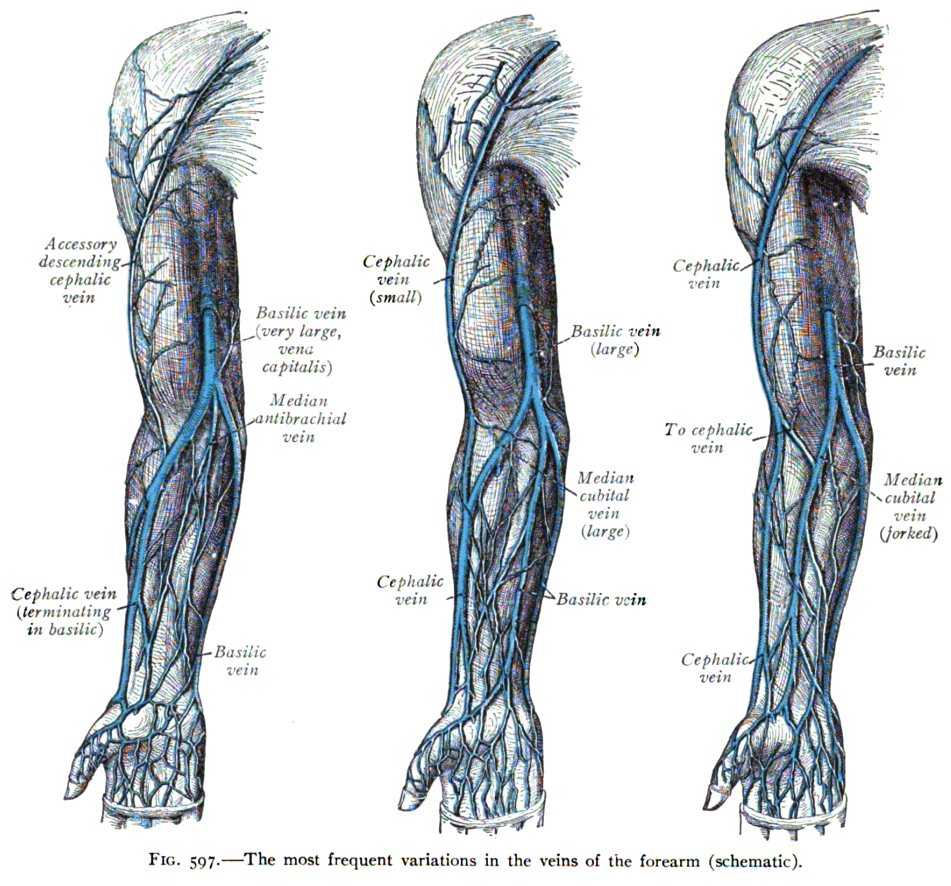
Die häufigsten Variationen der Venen des Armes.

| Qualitätssicherung | Dieser Artikel wurde aufgrund von formalen und/oder inhaltlichen Mängeln auf der Qualitätssicherungsseite der Redaktion Medizin eingetragen. Bitte hilf mit, die Mängel dieses Artikels zu beseitigen, und beteilige dich dort an der Diskussion. Die Mindestanforderungen für medizinische Artikel sollen dadurch erfüllt werden, wodurch eine eventuelle Löschung des Artikels oder von Artikelpassagen innerhalb von vier Wochen vermieden wird. | Redaktion Medizin |

Die Vena mediana cubiti ist eine oberflächliche Hautvene (Vena superficialis), die man in der Ellenbeuge findet.

## Anatomie
Die Vena mediana cubiti verläuft quer nach medial über die Fossa cubitalis (Ellenbogengrube) auf der Beugerseite des Ellenbogengelenks. Sie verbindet die Vena cephalica und die Vena basilica, die beiden großen oberflächlichen Venen des Humerus, welche in die Vena axillaris weiterführen. Die Vena mediana cubiti entspringt als Seitenast der Vena cephalica, welche auf der anteromedialen Seite der oberen Extremität verläuft.

## Klinik
Die Vena mediana cubiti ist ein häufig gewählter Zugang für die periphere Venenpunktion bzw. die Blutentnahme. Sie wird wegen ihrer leichten Zugänglichkeit auch für das Legen peripher-venöser Zugänge benutzt. Bei Durchstoßen der Vena mediana cubiti kann die darunterliegende Arteria brachialis verletzt werden, vor allem bei atypischer Lage dieser Arterie. Dies kann zu Hämatomen, Schmerzen und Gefäßspasmen führen.